# وارن إيكستاين
وارن إيكستاين (بالإنجليزية: Warren Eckstein)‏ هو مقدم برامج إذاعية أمريكي، ولد في 6 أبريل 1949.